# Boyfriend (песня Селены Гомес)
Boyfriend (с англ. — «Бойфренд, возлюбленный») — песня, записанная американской певицей Селеной Гомес. Релиз трека состоялся 9 апреля 2020 года, под руководством лейбла Interscope Records. Является первым синглом с делюксового издания третьего студийного альбома Rare, а в сумме его четвёртым синглом. Автором песни выступили сама Селена Гомес, Джулия Майклз, Джастин Трантер, Матиас Ларссон, Jon Wienner и Sam Homaee. Продюсером выступили The Roommates.

## История
14 января 2020 Гомес впервые анонсировала новую песню во время интервью на The Tonight Show с участием Джимми Фэллона, где она сказала, что это была неизданная песня, на первом издании альбома Rare её не было. Позже она объявила, что песня появится в делюксовом издании Rare 6 апреля 2020 года. На следующий день она выложила текст песни «Есть разница между желанием и потребностью. Иногда я просто хочу больше, чем я» в социальных сетях. Она написала об истории песни, сказав:

Многие из вас знают, как я была рада выпустить песню «Boyfriend». Это легкомысленная песня о влюбленности, потерях и возвращении к любви, а также и о том, что вам не нужен кто-то, кроме себя, чтобы быть счастливым. Мы написали её задолго до нашего нынешнего кризиса, но в контексте сегодняшнего дня я хочу прояснить, что бойфренд не находится на вершине моего списка приоритетов. Как и весь остальной мир, я молюсь за безопасность, единство и восстановление во время этой пандемии коронавируса COVID-19

## Музыка
Песня сочетает такие стили как хаус и электропоп в припеве. «Boyfriend» написана в тональности ре мажор с темпом 90 ударов в минуту. Вокальный диапазон Гомес простирается от нижней ноты G♯3 до высокой ноты E5.

## Музыкальное видео
Музыкальное видео к этой песне вышло 10 апреля 2020 года на канале YouTube. Режиссёр клипа Matty Peacock.

## Участники записи
По данным сервиса Tidal.
- Селена Гомес — вокал, автор
- The Roommates — продюсирование, перкуссия
- Джулия Майклз — автор, бэк-вокал
- Justin Tranter — автор
- Jon Wienner — автор, звукозапись, студийный персонал
- Sam Homaee — автор, синтезатор
- Bart Schoudel — продюсирование по вокалу
- Will Quinnell — мастеринг, студийный персонал
- Chris Gehringer — мастеринг, студийный персонал
- Miles Comaskey — микширование, студийный персонал
- Tony Maserati — микширование, студийный персонал

## Чарты
| Чарт (2020)                                | Высшая позиция |
| ------------------------------------------ | -------------- |
| Австрия (Ö3 Austria Top 40)                | 60             |
| Бельгия/Фландрия (Ultratip Bubbling Under) | 42             |
| Бельгия/Валлония (Ultratip Bubbling Under) | 23             |
| Чехия (Singles Digitál Top 100)            | 59             |
| Эстония (Eesti Ekspress)                   | 36             |
| Франция (SNEP)                             | 159            |
| Германия (GfK)                             | 86             |
| Греция (IFPI)                              | 47             |
| Венгрия (Stream Top 40)                    | 19             |
| Ирландия (IRMA)                            | 35             |
| Литва (AGATA)                              | 22             |
| Нидерланды (Dutch Top 40 Tipparade)        | 18             |
| Нидерланды (Single Tip)                    | 7              |
| New Zealand Hot Singles (RMNZ)             | 1              |
| Португалия (AFP)                           | 68             |
| Шотландия (OCC Scotland)                   | 60             |
| Словакия (Singles Digitál Top 100)         | 38             |
| Sweden Heatseeker (Sverigetopplistan)      | 3              |
| Швейцария (Schweizer Hitparade)            | 63             |
| Великобритания (OCC UK Singles)            | 55             |
| США (Billboard Hot 100)                    | 59             |

## История выхода
| Регион | Дата          | Формат                     | Лейбл      | Ссылка |
| ------ | ------------- | -------------------------- | ---------- | ------ |
| Разные | 9 апреля 2020 | Цифровые загрузки стриминг | Interscope | [ 35 ] |